# William Fellowes
William Fellowes (c. 1717 - 1804) foi um político inglês.

## Vida
Ele era filho de Coulson Fellowes da Abadia de Ramsey, Huntingdonshire, e da sua esposa Urania Herbert, irmã de Francis Herbert. Ele foi educado numa escola em Dalston e matriculou-se no St John's College, Cambridge em 1744, aos 17 anos.
Fellowes entrou no parlamento em 1768 como membro de Ludlow: o irmão da sua mãe, Henry Herbert, primeiro conde de Powis, ajudou-o a ser eleito sem oposição por seu interesse local. Ele geralmente apoiava as administrações de Augustus FitzRoy, 3º Duque de Grafton e Lord North. Ele não concorreu às eleições gerais de 1774. Ele foi alto xerife de Cambridgeshire e Huntingdonshire em 1779.
Em 1774, Fellowes concordou em apoiar o visconde Hinchingbrooke em Huntingdonshire, obtendo assim o apoio do conservador John Montagu, 4º conde de Sandwich, seu pai. Ele voltou ao parlamento em 1784 por Andover, mais uma vez sem oposição, apoiado por John Wallop, segundo conde de Portsmouth, casado com a sua irmã Urania. Ele ocupou a cadeira de Andover até 1796, mas não ficou registado como tendo falado na Câmara dos Comuns e teve um registo de votação insuficiente.

## Família
Fellowes casou-se em 1768 com Lavinia Smyth, filha de James Smyth de St Audries em Somerset. Eles tiveram três filhos e duas filhas. William Henry Fellowes era o filho mais velho. Edward Fellowes R. N. foi outro dos seus filhos.